# Roya
Roya (italijansko Roia, okcitansko Ròia) je 60 km dolga reka v Franciji in Italiji. Izvira na francoskem ozemlju v bližini prelaza Col de Tende in teče skozi narodni park Mercantour (občine Tende, Saorge, Breil-sur-Roya, La Brigue) preden vstopi na italijanska tla pri Olivetta San Michele. Preostanek njenega toka ostaja znotraj pokrajine Imperia, preči Airole in se pri Ventimiglii izliva v Ligursko morje.
Njeni glavni pritoki so Bévéra (40 km) in Bieugne (18,4 km) z desne strani ter Réfréi (13 km) in Lévensa (12 km) z leve strani.
Ime Roya ne označuje zgolj reke temveč tudi dolino. Prebivalci te doline se imenujejo les Royasques, ki govorijo (predvsem v zgornjem delu doline) poseben ligurski dialekt royasque.
Samo ime Roya se izvaja iz latinske besede »rubea« v pomenu »rdeča«.